# 유광준 (축구인)
유광준(兪光濬, 1932년 3월 7일 ~ 1999년 3월 30일)은 대한민국의 전직 축구 선수이다.